# Jacob Burnet

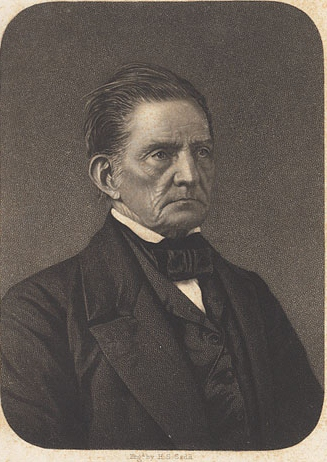
Jacob Burnet

Jacob Burnet, född 22 februari 1770 i Newark, New Jersey, död 10 maj 1853 i Cincinnati, Ohio, var en amerikansk jurist och politiker. Han representerade delstaten Ohio i USA:s senat 1828-1831.
Burnet utexaminerades 1791 från College of New Jersey (numera Princeton University). Han studerade sedan juridik och inledde 1796 sin karriär som advokat i Cincinnati. Han var domare i Ohios högsta domstol 1821-1828.
Burnet efterträdde 1828 William Henry Harrison som senator för Ohio. Han var anhängare av John Quincy Adams och motståndare till Adams efterträdare Andrew Jackson. Burnet efterträddes 1831 som senator av Thomas Ewing.
Burnets grav finns på Spring Grove Cemetery i Cincinnati.